# دانبار ۳۷۱۸
سیارک ۳۷۱۸ (به انگلیسی: 3718 Dunbar، نامگذاری:1978VS10) سه هزار و هفتصد و هجدهمین سیارک کشف شده‌است که در ۷ نوامبر ۱۹۷۸ کشف شد.
قدر مطلق سیارک برابر ۱۲٫۸۰ است.